# 존 버클리 로서
존 버클리 로서 경(John Barkley Rosser Sr. 1907년 12월 6일 - 1989년 9월 5일)은 미국의 논리학자이다. 알론조 처치의 학생이었고, 처치-로서 정리로 잘 알려져있다.